# Javier Navarro Rodríguez
Javier "Javi" Navarro Rodríguez (Barcelona, 1 de gener de 1997) és un futbolista català, que juga com a migcampista pel Wil.

## Trajectòria
Javi Navarro va néixer a Barcelona, encara que la seva família paterna és de Cadis, format al planter del RCD Espanyol on va estar fins a cadets. D'aquí passà a l'UE Cornellà on va jugar durant dues temporades fins a recalar en el juvenil del Vila Olímpica; després d'un bon any on va fer una gran temporada i fou convocat per la selecció catalana acabaria fitxant pel Màlaga CF i després d'acabar el seu període juvenil va tornar a la seva terra per jugar a les files del CE Europa.
L'estiu de 2017 signa amb el filial del Cadis CF per jugar a Tercera Divisió, club on jugaria durant dues temporades i aconseguiria l'ascens a Segona Divisió B al final de la temporada 2018-19.
Durant la temporada 2019-20 forma part del filial en Segona Divisió B però alterna partits oficials i entrenaments amb el primer equip. L'agost de 2019 renovaria amb el club gadità fins a 2022.
El 18 d'agost de 2019, fa el seu debut en Segona Divisió amb el primer equip del Cadis CF enfront de la SD Ponferradina marcant un gol per tota l'esquadra en un partit que el conjunt andalús venceria per tres gols a un.
La temporada 2019-20 va jugar 9 partits amb el Cadis Club de Futbol "B" a Segona Divisió B i altres dues en el primer equip, tot i que finalment marxaria cedit a la SD Ponferradina en qualitat de cedit a meitat de campanya. En el quadre del Bierzo hi va jugar 14 partits, però només 3 d'ells com a titular.
El 16 de setembre de 2020, el migcampista signa amb l'Albacete Balompié de la Segona Divisió espanyola, cedit pel Cadis CF per una temporada.